# Margarita
Margarita este un cocktail mexican cu tequila, Triplu Sec sau alt lichior cu aromă de portocale și suc de lămâie sau limetă, deseori servit cu sare pe marginea paharului. Pentru margarita se preferă tequila blanco, deși se poate folosi și tequila oro.  
Margarita înseamnă în latină perlă, iar în spaniolă margaretă.

## Variațiuni
Proporții obișnuite pentru margarita sunt:
- 2:1:1 = 6:3:3 (50% tequila, 25% Triplu Sec, 25% suc de lămâie sau limetă).
- 3:2:1 = 6:4:2 (50% tequila, 33% Triplu Sec, 17% suc de lămâie sau limetă).
- 3:1:1 = 6:2:2 (60% tequila, 20% Triplu Sec, 20% suc de lămâie sau limetă).
- 1:1:1 = 6:6:6 (33% tequila, 33% Triplu Sec, 33% suc de lămâie sau limetă).

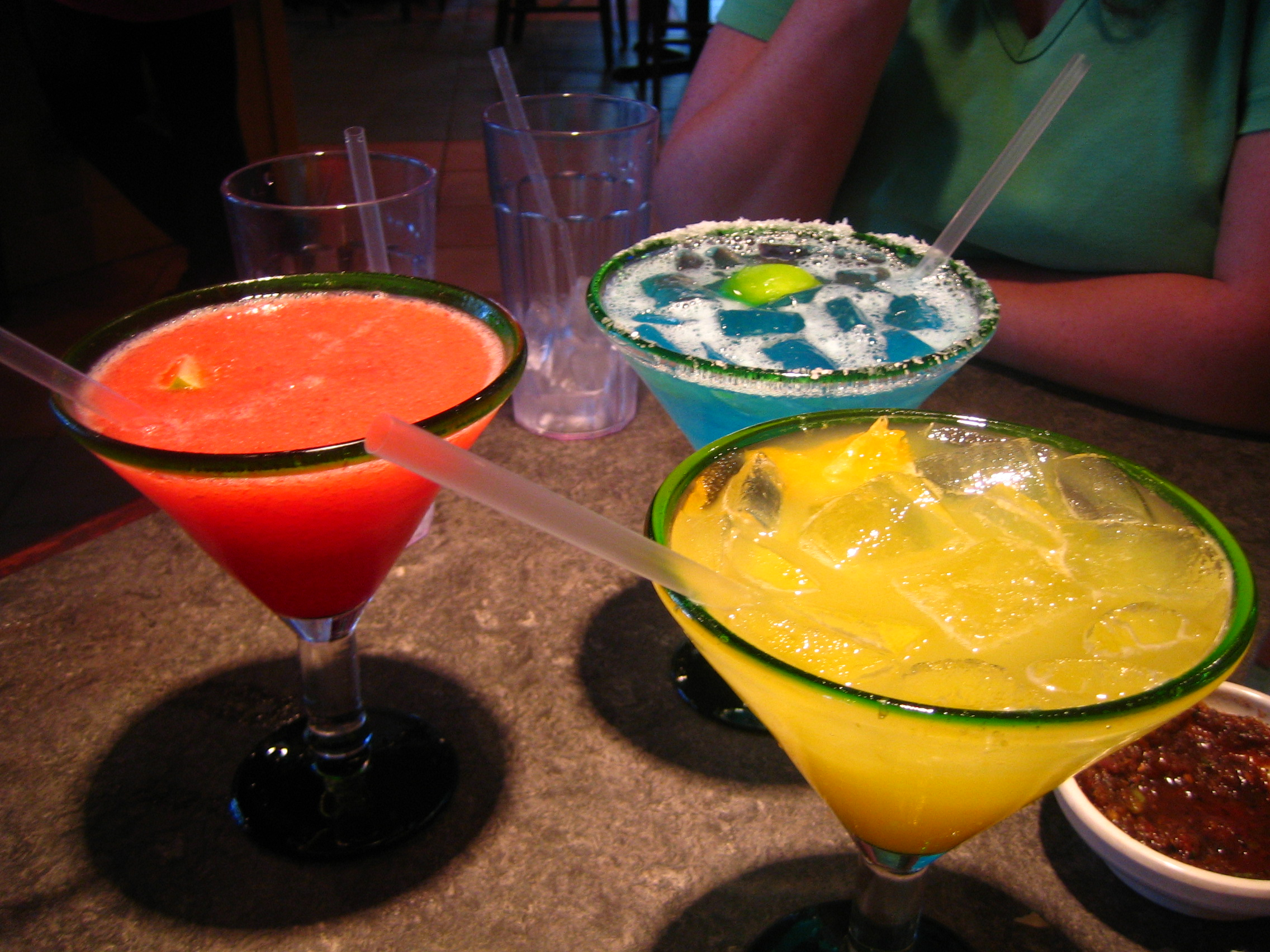
Margarita poate avea diferite arome şi culori.

Băutura este de obicei servită cu gheață cuburi, cu gheață fărâmițată ("margarita înghețată") sau fără gheață. Oricare ar fi modalitatea de servire, este frecventă utilizarea sării pe marginea paharului.
În timp ce cele mai multe margarita conțin tequila, lichior de portocale, suc de limetă sau lămâie și uneori îndulcitori, numărul de variații este în continuă creștere.
În afară de Triplu Sec, alte tipuri de lichior cu aromă de portocale sunt uneori folosite, precum Patrón Citrónge, Cointreau sau Blue Curaçao, care dă blue margarita (JC). Margarita "grand", "royal", sau "Cadillac" conțin deseori Grand Marnier.

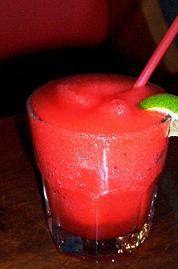
Margarita cu căpşuni

Amestecuri alternative de sucuri de fructe pot fi folosite de asemenea într-o margarita. Când cuvântul "margarita" este folosit de sine stătător, se referă de obicei la margarita cu suc de lămâie sau limetă. Dar când se folosesc alte sucuri se obișnuiește adăugarea numelor fructelor în numele cocktailului. Exemple de combinații populare sunt:
- Margarita cu zmeură și suc de limetă.
- Margarita cu piersici sau căpșuni, cu suc de lămâie.

## Istorie

### Cine a creat margarita?

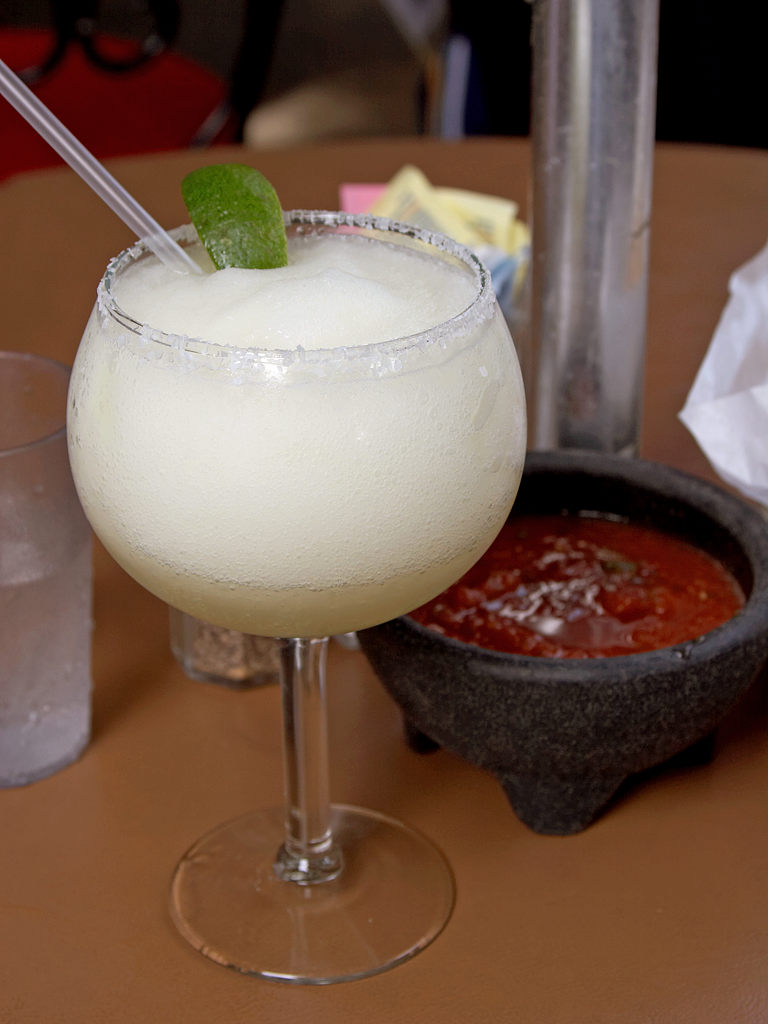
Margarita mixată

Există mai multe povești cu privire la inventatorul acestui cocktail și la motivația sa. Printre cele mai des auzite povești sunt următoarele.-
Danny Negrete, 1936
- Proporție: 1:1:1 = 6:6:6 (33% tequila, 33% Triplu Sec, 33% suc proaspăt de limetă).

Conform lui Salvador Negrete, fiul lui Daniel Negrete, povestea spune că Daniel a deschis un bar la hotelul Garci Crispo cu fratele său, David. În ziua anterioară căsătoriei lui David, Daniel i-a oferit acest cocktail drept dar de nuntă cumnatei sale, Margarita.
Era o combinație în proporții egale de Triplu Sec, tequila și suc de limetă mexicană. Băutura nu era mixată și a fost servită cu gheață fărâmițată în mână. 
Francisco "Pancho" Morales, 4 iulie 1942
Un barman, Pancho Morales, a inventat Margarita pe 4 iulie 1942, într-un bar din Juárez, Mexico, numit Tommy's Place. Se zice că o femeie a cerut o Magnolia (brandy, Cointreau și un gălbenuș de ou, totul acoperit cu șampanie). Morales nu știa prea bine rețeta, așa că a improvizat; rezultatul a fost un mare hit. 
Margaret Sames, decembrie 1948
- Proporții: 2:1:1 = 4:2:2 (50% tequila, 25% Triplu Sec, 25% suc proaspăt de limetă).

Sames a creat băutura în barul ei din Acapulco, folosind o parte Cointreau, două părți tequila și o parte suc de limetă. Știind că cei mai mulți oameni beau tequila cu puțină sare înainte, a ales să garnisească cocktailul cu sare pe marginea paharului.
Sames s-a mutat în El Paso, Texas, în 1958, unde era cunoscută pentru petrecerile sale generoase. În 1982 a apărut la o emisiune la NBC, unde a arătat metoda corectă de preparare a unei margarita.